# Талхиг Шалинский
Талхиг Шалинский, также известен как Талгик Бациев, (чечен. Шелар Тӏалхиг; 1800, Шали, Чечня — 1861, там же) — военный и государственный деятель Северо-Кавказского имамата, полководец, мудир (генерал-наиб) и начальник артиллерии имамата, наиб Большой Чечни — самого крупного и населённого округа имамата — и Шали. Уроженец Шали, представитель тайпа курчалой.

## Хронология

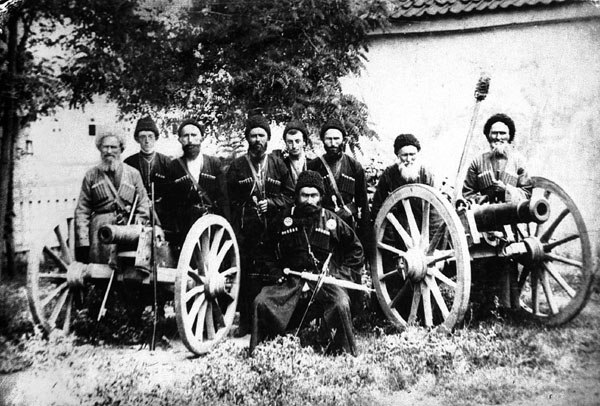
Артиллерия наиба Талхига. Владикавказ, 1885 год. На фото в том числе потомки Талхига

В августе 1845 года наибом Большой Чечни назначен Талхиг Шалинский.
Каждый отдельный начальник в имамате имел свой флаг, значок чеченского наиба Талхига был большой, черного цвета (февраль 1851 г.).
8 — 11 февраля 1849 года при рубке просеки по направлению к Шалинской поляне, участвовал в сражении с войсками полковников Е. И. Мейделя и Серябрекова.
Весной 1850 года была возведена укреплённая линия на протяжении на 4,5 версты (5 км), она располагалось у Сержан-хутора на лесистом склоне горы возле селения Шали. Об этом шалинском окопе современник писал, что Шамилем возведен был на протяжении семисот пятидесяти саженей (1597,5 м) грозный окоп, или как его называли шалинский завал.
Назван укреплением Талхига (чеч. ТӀелхиган гӀап). Начиная с лета 1850 года до окончания Кавказской войны укрепление Талхига не раз было атаковано русскими войсками под начальством генерал-майора П. С. Слепцова, барона Е. И. Мейделя, князя А. И. Барятинского, барона А. Е. Врангеля, барона Л. П. Николаи и графа Н. И. Евдокимова.
24 января — 8 марта 1850 года. Рубка просеки к Шали. Артиллерия Талхига участвует в боях за Шалинский лес.
8 — 24 января 1851 года при рубке просеки вдоль реки Басс, Талхиг успешно отбивал атаки генерала Л. П. Николаи на Шалинские окопы.
20 февраля 1851 года на реке Басс участвовал в сражении против отряда генерала И. А. Вревского.
20 февраля 1851 года ранним утром колонна двигаясь в тумане по направлению к Мезинской поляне, кавалерия наша в упор наехала на небольшую группу всадников, которых приняла за неприятельский пикет. В один момент четыре чеченца были изрублены, двое захвачены в плен, и только один на великолепном белом коне отбиваясь ушел от погони. Казаки только успели сорвать с него белую бурку. Пленные объявили, что они нукеры наиба Талхига, и что всадник, оставивший бурку в руках казаков, был сам наиб Талхиг.
Свобода и жизнь этого человека уже не в первый раз подвергалась опасности, и каждый раз Провидение спасало его непостижимым образом. Позже мы узнали что Талхиг в лесу искал место для установки орудий против нас.
27 сентября 1851 года Барятинский одержал победу над наибом Талхигом Шалинским при ауле Чуртдогай.
30 декабря 1853 года участвовал в сражение против отряда генерал-майора Бакланова у аула Гордали.
28 сентября 1854 года совместно с Эски Мичиковским участвовал в сражении против отряда Врангеля на реке Аргун.
Обычно у наибов имелось по одной пушке, реже — по две. Два орудия было, например, у Талхига: «Талхиг был старейший по летам и влиятельнейший по заслугам наиб чеченский; Шамиль был очень к нему расположен и в доказательство отдал ему в полное распоряжение два полевых орудия, которые и находились всегда в ауле, при сильном карауле». «Мы давно охотились за этими двумя пушками, но удивительная осторожность, с которою они употребляют орудия, не позволяла нам ими завладеть». Это были легкая 6-фунтовая пушка и гаубица горный «единорог», оба — с передками.
В январе-феврале 1859 году, сдался Барятинскому. Написал летопись на арабском языке. Умер в 1861 году от последствий полученных ранений в сражениях. Похоронен Талхиг в селе Шали.
К концу войны Абдурахман-Хаджи писал: «Самыми справедливыми наибами в Чечне были Шуаиб-Цонтороевский, Суаиб Эрсеноевский, Ахвердил Мухаммед, Талхиг Шалинский, Осман Майртупский и Умма из Зунсы».

## Тактика артиллерии
Для российских войск новшества Талхига оказались неожиданными. Артиллерия Талхига была практически неуловима:
дав несколько выстрелов из орудий по царским войскам, она быстро передвигалась на лошадиной упряжке в другое место, откуда снова наносила урон войскам. Так повторялось периодически. Бросавшиеся на звуки выстрелов драгуны и казаки артиллерию на  месте не находили. Подобная тактика горцев получила у русских название «кочующие батареи».
Согласно архивным документам, впервые тактику ночного артиллерийского обстрела наиб Талхиг применил в 1848 году против отряда российских войск, возводивших укрепление Урус-Мартан. П. А. Павленко в своей книге «Шамиль», так описывает этот случай:
«Талхиг, уже до этого хорошо известный русским за крепкого военачальника, теперь превзошел себя. Впервые показал он в бою горскую артиллерию, укомплектованную беглыми русскими канонирами. Она работала мастерски и, что самое удивительное, даже по ночам».
Г. К. Властов, вспоминая экспедицию в Чечне 1850 года, отмечал: «Стреляя медленнее, чем мы, они стреляют необыкновенно верно… поскольку наша большая колонна… представляет верную цель их выстрелам…». Причина подобной меткости также в природных качествах горцев, «которые, упражняясь с малолетства в цельной стрельбе, превосходят любого солдата верностью взгляда».
По свидетельствам очевидцев, орудия были в прекрасном состоянии, лошади были сильные и поворотливые, в щегольских упряжках. Как правило, каждое орудие (иногда батарея) обозначались значками с чёрным полотнищем.

## Память

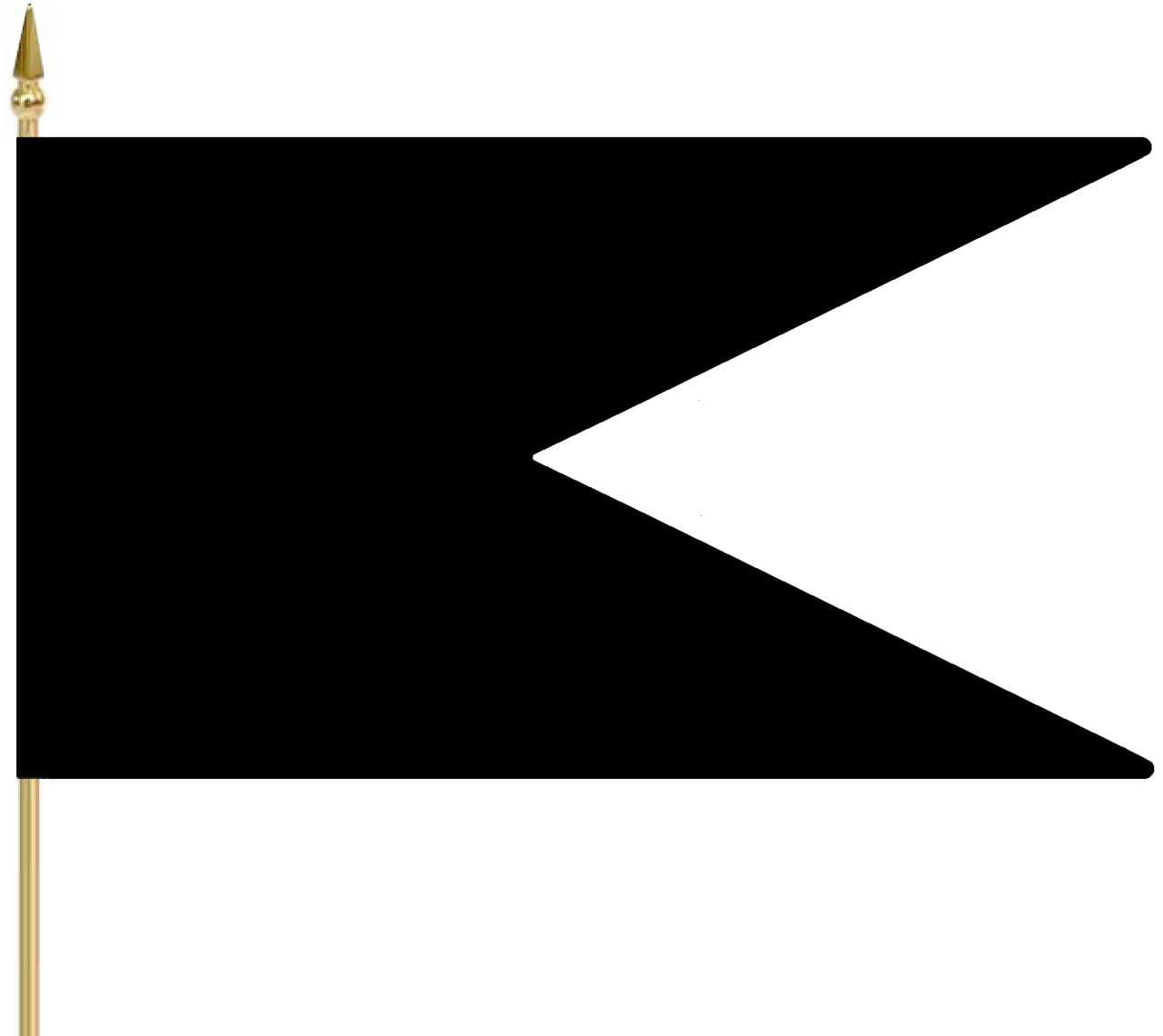
Знамя наиба Талхига

- Итальянский художник Георг Коррадини изобразил портрет наиба Талхига.

- Немецкий художник-баталист участник Кавказской войны Теодор Горшельт создал портрет Талхига[16].

- Писатель К. П. Белевич подполковник Тенгинского полка в своей поэме «На Валерик» упоминает наиба Талхига[9].

- Одна из маршевых песен Куринского 79-го пехотного полка называется «Набег на аул Талхига 1852 года»[17].

- В окрестностях города Шали располагается хребет «Телхига хребет» (чечен. ТӀелхиган дукъ[18]). Название дано по имени наиба имама Шамиля Телхига.

- Окопы Талхига (чечен. ТIелхаган саьнгарш) — на юго-западной стороне г. Курчалой. Оборонительные укрепления, ров проходит между Курчалоевским кладбищем и лесом в сторону дороги с. Ники-Хита.